# Aulus Egrilius Plarianus
Aulus Egrilius Plarianus war ein römischer Politiker und Senator des 2. Jahrhunderts n. Chr.
Plarianus war Sohn eines Militärtribunen namens Aulus Egrilius Rufus. Plarianus war im Jahr 128 Suffektkonsul. Sein jüngerer Bruder Marcus Acilius Priscus Egrilius Plarianus, war praefectus aerarii Saturni im Jahr 126 und war zweifellos von einem Marcus Acilius Priscus testamentarisch adoptiert worden.